# アウトバーン 43
アウトバーン 43（ドイツ語: Bundesautobahn 43, BAB 43 または A 43）はドイツの高速道路、アウトバーンの一路線である。
北のノルトライン＝ヴェストファーレン州ミュンスターから南のヴッパータールまで93 kmの路線を持つ地方道路である。